# آنیتا پالنبرگ
آنیتا پالنبرگ (ایتالیایی: Anita Pallenberg؛ زادهٔ ۶ آوریل ۱۹۴۴؛ درگذشتهٔ ۱۳ ژوئن ۲۰۱۷) هنرپیشه و مانکن اهل ایتالیا و معشوقهٔ اعضای گروه موسیقی رولینگ استونز بود.
از فیلم‌ها یا برنامه‌های تلویزیونی که در آن نقش داشته می‌توان به باربارلا، آب‌نبات، چری، برو برو قصه‌ها، ساعت ۴:۴۴ و دیلینجر مرده‌است اشاره کرد.